# Grzechotniczek karłowaty
Grzechotniczek karłowaty, grzechotnik karłowaty (Sistrurus miliarius) – gatunek jadowitego węża z podrodziny grzechotników (Crotalinae) w rodzinie żmijowatych (Viperidae).
Zalicza się do niego następujące podgatunki:
- Sistrurus miliarius barbouri Gloyd, 1935
- Sistrurus miliarius miliarius (Linnaeus, 1766)
- Sistrurus miliarius streckeri Gloyd, 1935

Zwykle osobniki osiągają długość około 45 cm, rzadko dorastają do 60 cm. Jest to gatunek jajożyworodny. Samica rodzi 6 do 20 młodych. Zamieszkuje suche, kamieniste tereny pokryte krzakami. Występuje w południowych i południowo-wschodnich USA – od wschodniego Teksasu, Oklahomy i południowego Missouri na wschód po Karolinę Północną i Florydę.
Żywi się drobnymi kręgowcami.